# Histanocerus
Genre
Histanocerus est un genre de coléoptères de la famille des Pterogeniidae.

## Liste des espèces
D'après une révision de 1992, le genre comprend les espèces suivantes :
- Histanocerus abnormis (Gebien, 1925)
- Histanocerus brendelli Burckhardt & Löbl, 1992
- Histanocerus cochlearis Burckhardt & Löbl, 1992
- Histanocerus convexus Burckhardt & Löbl, 1992
- Histanocerus deharvengi Burckhardt & Löbl, 1992
- Histanocerus fleaglei Lawrence, 1977
- Histanocerus gigas Burckhardt & Löbl, 1992
- Histanocerus hecate Burckhardt & Löbl, 1992
- Histanocerus minutus Lawrence, 1977
- Histanocerus olexai Burckhardt & Löbl, 1992
- Histanocerus pubescens Motschulsky, 1858
- Histanocerus smetanai Burckhardt & Löbl, 1992
- Histanocerus wallacei Burckhardt & Löbl, 1992
- Histanocerus werneri Lawrence, 1977